# Охлым
Охлым — река в России, протекает по Ханты-Мансийскому АО. Устье реки находится на 1094 км Оби. Длина реки составляет 93 км.

## Притоки
- Бундусосла
- 19 км: Аньях
- 93 км: Черная Речка

## Данные водного реестра
По данным государственного водного реестра России относится к Нижнеобскому бассейновому округу, водохозяйственный участок реки — Обь от впадения Иртыша до впадения реки Северная Сосьва, речной подбассейн реки — бассейны притока Оби от Иртыша до впадения Северной Сосьвы. Речной бассейн реки — (Нижняя) Обь от впадения Иртыша.
Код объекта в государственном водном реестре — 15020100112115300018361.